# Negyedelés
Névváltozatok:

Kasztília és Leon negyedelt címere. Ez volt az első négyelt pajzs 1230 körül

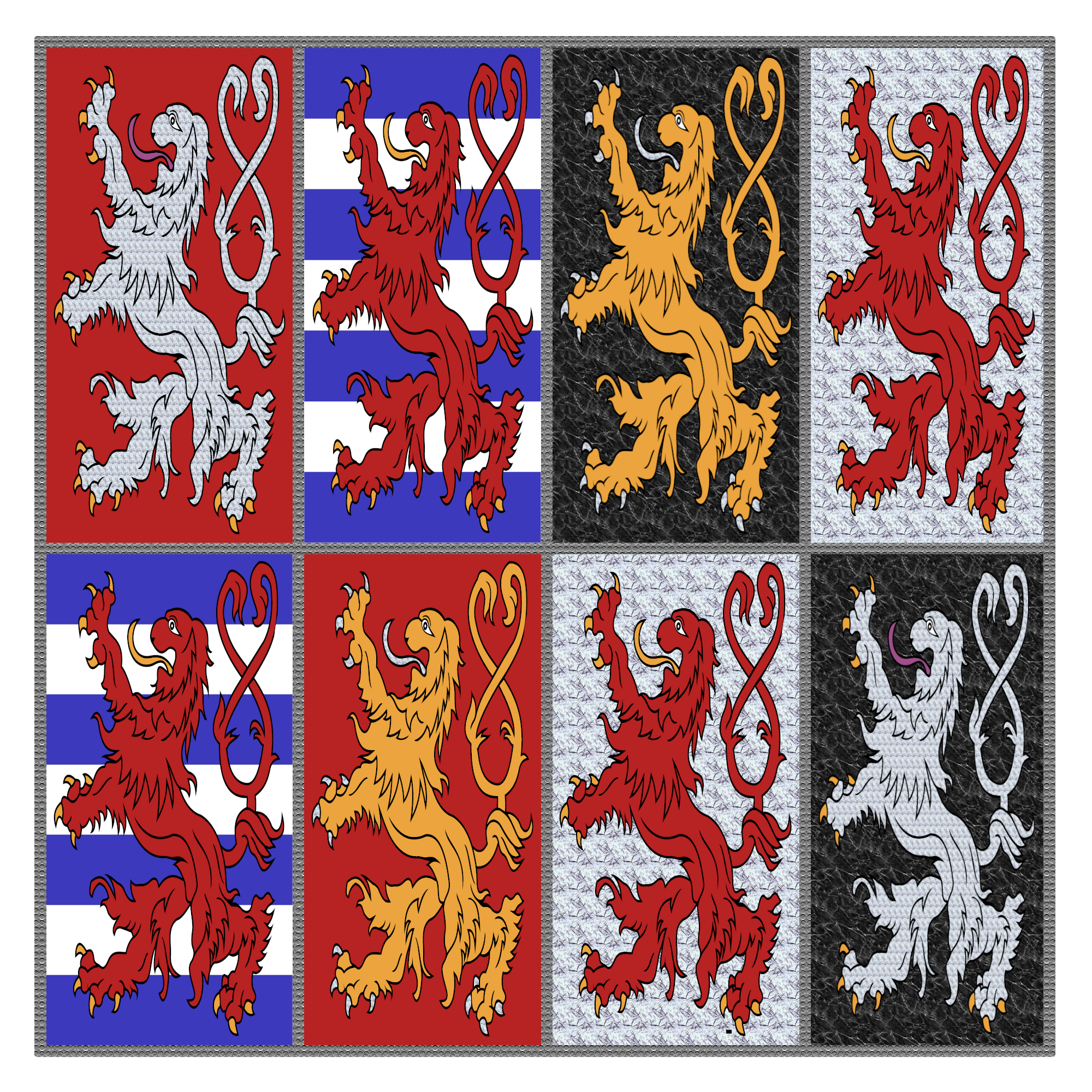
IV. Vencel cseh király (1378-1419), német-római császár negyedelt címere

al-osztály (Nagy Iván IV. 236. l.), többszörösen részekre osztott paizs, többszörös osztás (Bárczay 35.), tovább osztott
de: Qadrierung, Wiederquadrierung, en: marshalling, fr: armes composées
Rövidítések

A negyedelés a rokoni és hűbéri heraldika módszere, két vagy több címer egyesítése a címerpajzsban, meghatározott szabályok szerint. Nem tévesztendő össze a négyeléssel, mely a pajzs tagolása négy egyforma nagyságú mezőre.
A negyedelés nem mesteralak, mint a négyelés, hanem speciális címeregyesítési módszer mert mindig két vagy több címert egyesítenek általa a pajzson (férj-feleség, férj-címerörökös feleség, különféle tartományok címerének felvétele). Azért speciális, mert meghatározott szabályok szerint megy végbe, és elsősorban a rokoni és hűbéri heraldika területén alkalmazzák. Így a címertörés, illetve az egyesített címer egy változatának is tekinthető.
A negyedelést a rokoni kapcsolatok kifejezésére kötelező módon használják az angol és a skót heraldikában, gyakori volt a francia és a német címertanban is. A negyedelés által tehát személyes vagy családi ágakhoz köthető címerek jönnek létre, amikor apja címerét csak a legidősebb fiú örökli változatlan formában, míg a többi fia bizonyos változtatásokat hajt azon végre, előre megadott szabályok szerint.
A továbbnegyedelés (de: Wiederquadrierung) olyan címert jelent, ahol a negyedelés által négynél több mező jött létre. A pajzsba felvett újabb címerek meghatározott szabályok szerint öröklődnek és néhány generáció alatt négynél több pajzsmezőt eredményeznek. A továbbnegyedelésnél a négyelt pajzsot negyedelik tovább. Ha a negyedelést tovább viszik oly módon, hogy egy vágás és két hasítással hat mező jön létre, továbbnegyedelésről van szó. Két címer egyesítésekor az egyik az 1., 3. és 5., a másik a 2., 4. és 6. mezőbe kerül. A továbbnegyedelést az újonnan felvett címerek állandóan változó száma tette szükségessé. Például a Német Lovagrend nagymestere és egyes egyházi személyek családi címerüket a rend, illetve a püspökség címerével negyedelték.
A negyedelés tehát a négyeléssel ellentétben elsősorban a címer bővítésének módja, amikor két vagy több címert egyesítenek egymással, a mezők számától függetlenül, mely négynél több is lehet. A négyelés ezzel szemben a pajzs négy mezőre osztása. A negyedelés tehát egyfajta genealógiai és uralmi kifejezésmód, a négyelés pedig egy pajzstagolási, címerszerkezeti eljárás.

## A negyedelés eredete
Kezdetben csak egyszerű, azaz osztatlan címerek léteztek. A negyedelt pajzsok a rokoni heraldika hatására terjedtek el széles körben. Az első egyesített, azaz "negyedelt" pajzsok a heraldika első évszázadában a hasított címerek voltak. Kasztília és Leon címerét először 1230 körül egyesítették négyelt pajzson, kasztíliai Ferdinánd (1217-1252) címerében, hogy kifejezzék vele a két tartomány kivételes helyzetét a királyságon belül. Ez volt az első négyelt és egyben valódi negyedlet pajzs. A módszer egész Európában elterjedt. Angliában egy századdal később alkalmazta III. Eduárd (1327-1377), amikor 1337-ben felvette a francia királyi címet, melyet előnyben részesített angol királyi címével szemben és ezt a spanyol minta szerint a negyedelt címerével is kifejezte. A mintát valószínűleg nagyanyja, Kasztíliai Eleonóra (megh. 1290) címere szolgáltatta számára.
Kezdetben a pajzson csak két címert egyesítettek. A 14. század végétől olyan pajzsok is előfordulnak, melyekre 4 címert helyeztek. Spanyolországban és Itáliában előfordult a harántnegyedelés (de: Schrägquadrierung) is, például Aragónia és Szicília egyesített címerében. A 15. századig nem volt példa továbbnegyedelésre. A mezők számának növekedése a 17. és 18. századra oda vezetett, hogy egyes országok és főúri családok címerei egyfajta genealógiai és politikai tablóvá váltak. Ez különösen Németországra volt jellemző, míg Franciaországban általában megmaradt egyfajta egyszerűség. Ezzel szemben II. Ferenc (1792-1806), az utolsó német-római császár gyűjtőpajzsa (de: Gesamtschild) mintegy 70 mezőt tartalmaz.
Magyarországon kivételes esetben négyelt pajzsot használt már Károly Róbert (1307-1342) király is egyik pénzérméjén (1. és 4. mező liliom, 2. és 3. sávok). Ez Martell Károly címerének a hatását tükrözi. A magyar Anjou királyok inkább a hasított pajzsot használták a liliomokkal és a sávokkal. A hasított címer, negyedelés céljával, a 13. században jelent meg, elsősorban az uralkodói címereken (az uralkodó címere a jobb oldali, feleségéé a bal oldali mezőben).
A reneszánsz idején a címerfestők kényük-kedvük szerint használták a címerelemeket, és sokszor előfordult, hogy a címerképet a pajzsból kiemelve ábrázolták. A Máriássy család 1516-ból való sírkövén a családi címer két motívumát, a buzogányt és a kettős keresztet egy négyeit pajzsban felváltva szerepeltette a művész. Az ilyen eljárás nemcsak önkényes, hanem megtévesztő is, hiszen a címer szétdarabolása címertörés látszatát kelti, mert az említett két tárgy eredetileg a család egyik ősét jelképező vitéz két kezében volt.

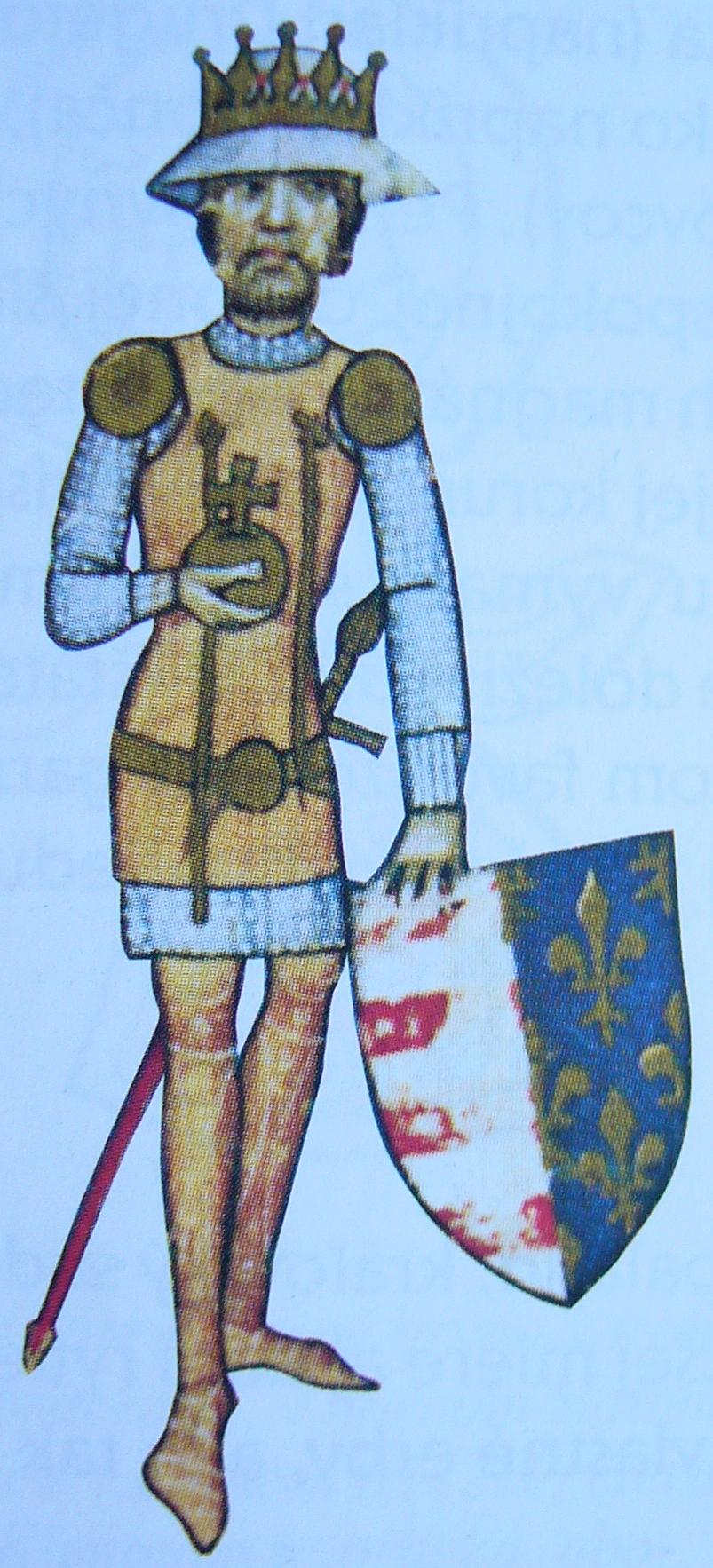
A magyar Anjouk által használt szokásos "negyedelt" (hasított) címer az Árpádok sávjaival (a leányági címer itt az előkelőbb mezőben látható) és an Anjou liliomokkal (férfiág), a Képes krónikából. Ez a negyedelés egy korai stádiuma
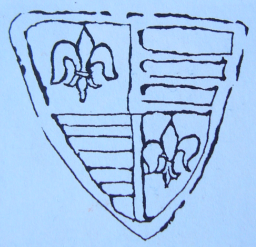
Károly Róbert négyelt címere pénzérmén. Ez már valódi négyelt és negyedelt címer
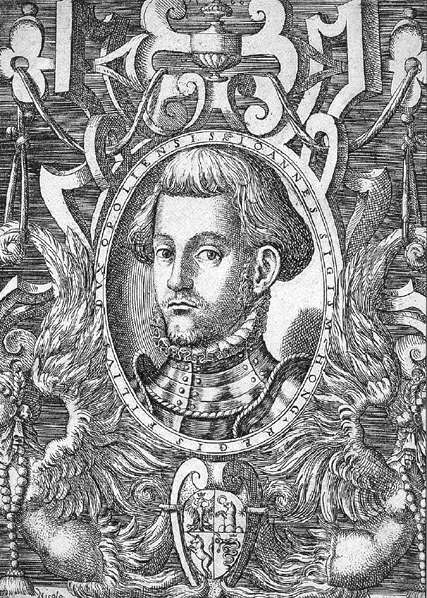
János Zsigmond erdélyi fejedelem (1559–1571) portréja. A rézmetszet címere családi negyedelt pajzs: 1. Lengyelország: Jagelló Izabella (anya), 2. és 3. Szapolyai (apa), 4. Milánó: Bona Sforza (anyai nagyanya).
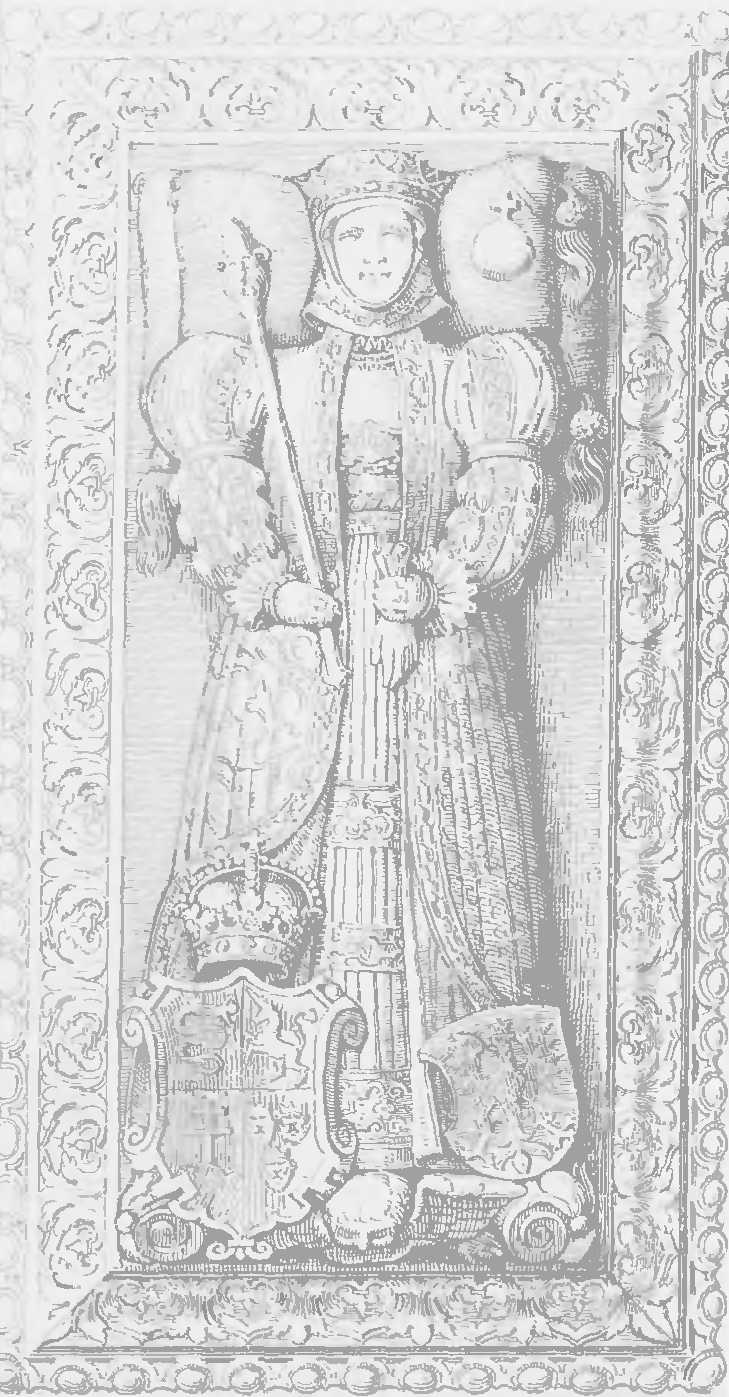
Jagello Izabella sírköve a gyulafehérvári bazilikában
III. Eduárd, angol király címere (1. és 4. Franciaország, 2. és 3. Anglia)

Negyedelt címerek Gelre herold címerkönyvéből

Aragónia és Szicília harántnegyedelt címere
Norvégia és Svédország (régi) címerének negyedelt pajzsa
A nürnbergi várgrófok negyedlet címere (Zollern és Nürnberg)
A de La Trémoille család címere (La Trémoille és Jonvelle címer)
Hugues de Dauphiné d'Auvergne címere (Dauphiné d'Auvergne és Mercoeur címer)

## A negyedelés szabályai
A negyedelés fő szabálya, hogy a fő címer (az eredeti címertulajdonosé, a férjé, az előkelőbb, a fontosabb stb.) mindig a jobb oldali és/vagy a felső mezőbe kerül. Ha a címerben négynél (jóval) több mező is van, a legfontosabb címer a felső középső mezőbe kerül, majd a második legfontosabb tőle jobbra, majd balra, majd a negyedik legfontosabb ismét jobbra, majd balra stb. Ezt a fontossági sorrendet a címerleírás is követi, bár sok mező esetén a leírás menetében egyszerűbb jobbról balra haladni.
Két címer esetén az előkelőbbnek tekintett címer az 1. és 4., a másik a 2. és 3. mezőbe kerül. Három címer egyesítésénél a kiemeltet két mezőben helyezik el (rendszerint a 2. és 3., erőteljesebb kiemelésnél az 1. és 4. mezőben). A másik lehetőség a pajzs hasítása, majd a két mező egyikének vágása. A többszörös vágás és hasítás együttes alkalmazása akkor fordul elő, ha négynél több címert kell egyesíteni. Ez főleg az uralkodói címereknél fordul elő.

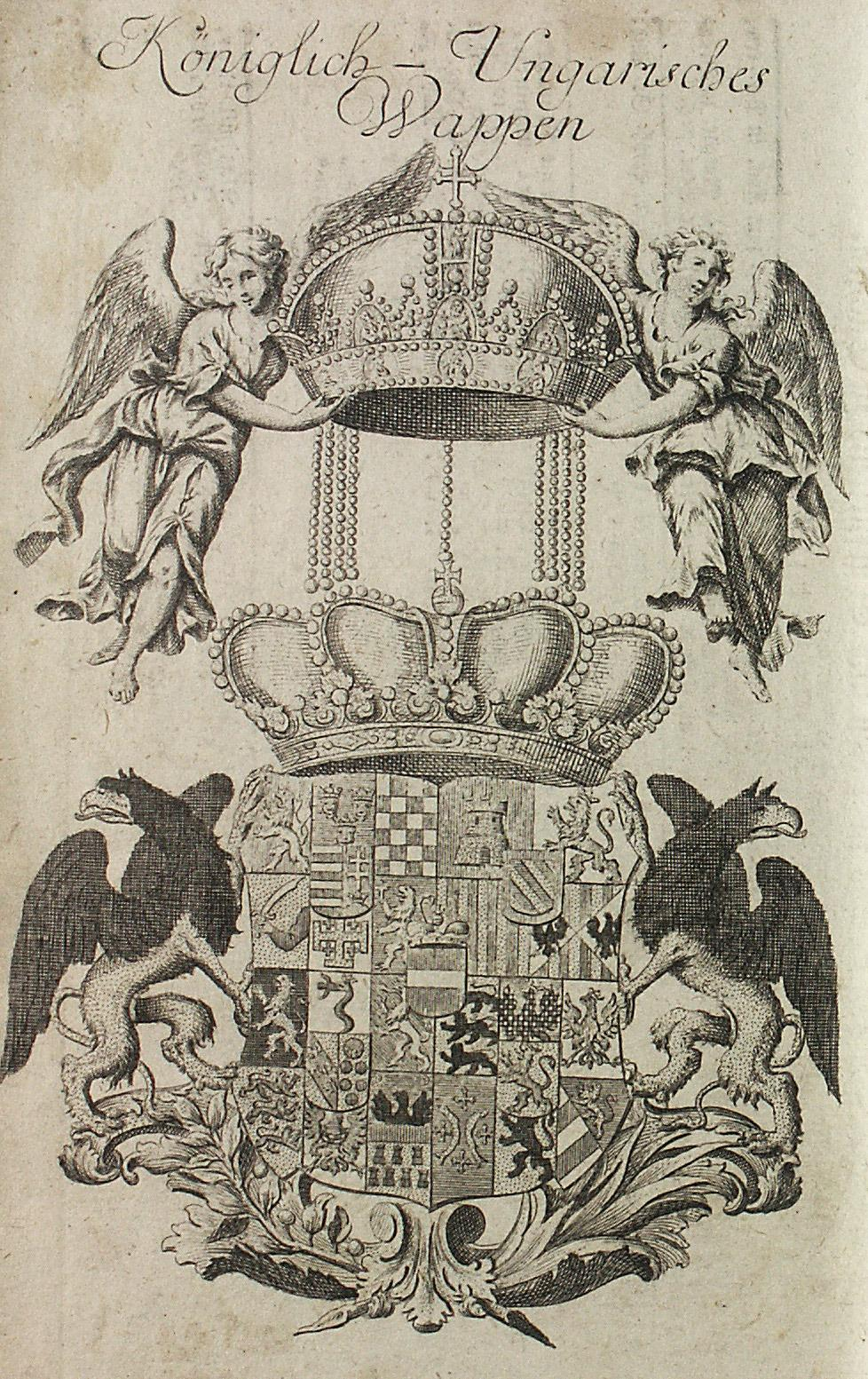
Magyarország teljes nagycímere Gatterernél (1762)
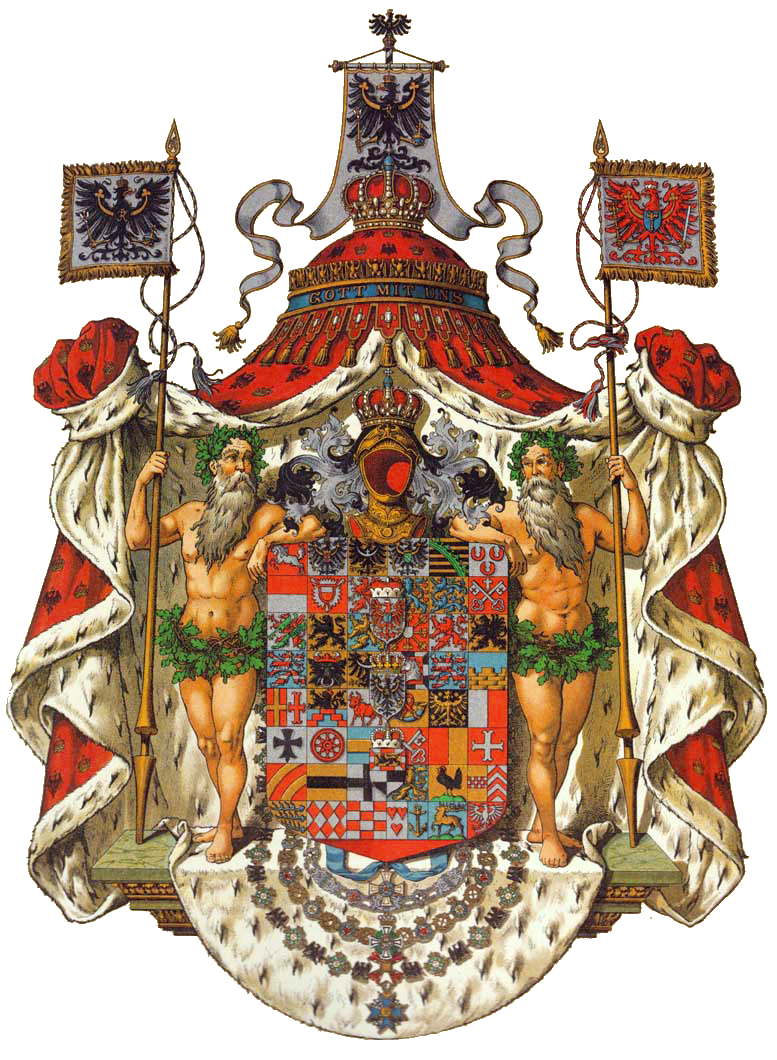
Poroszország nagycímere
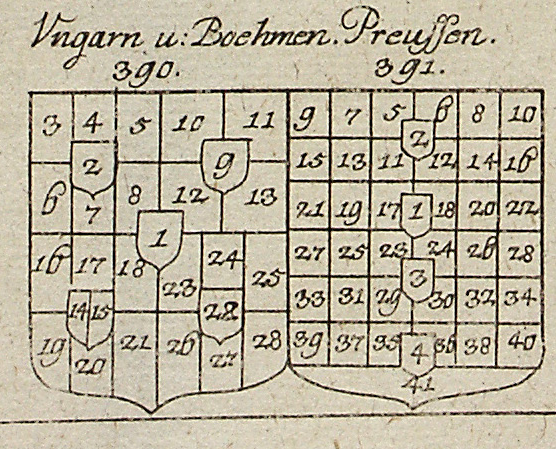
A negyedelés és a címerleírás menete Magyarország és Poroszország nagycímere esetében, Gatterernél.
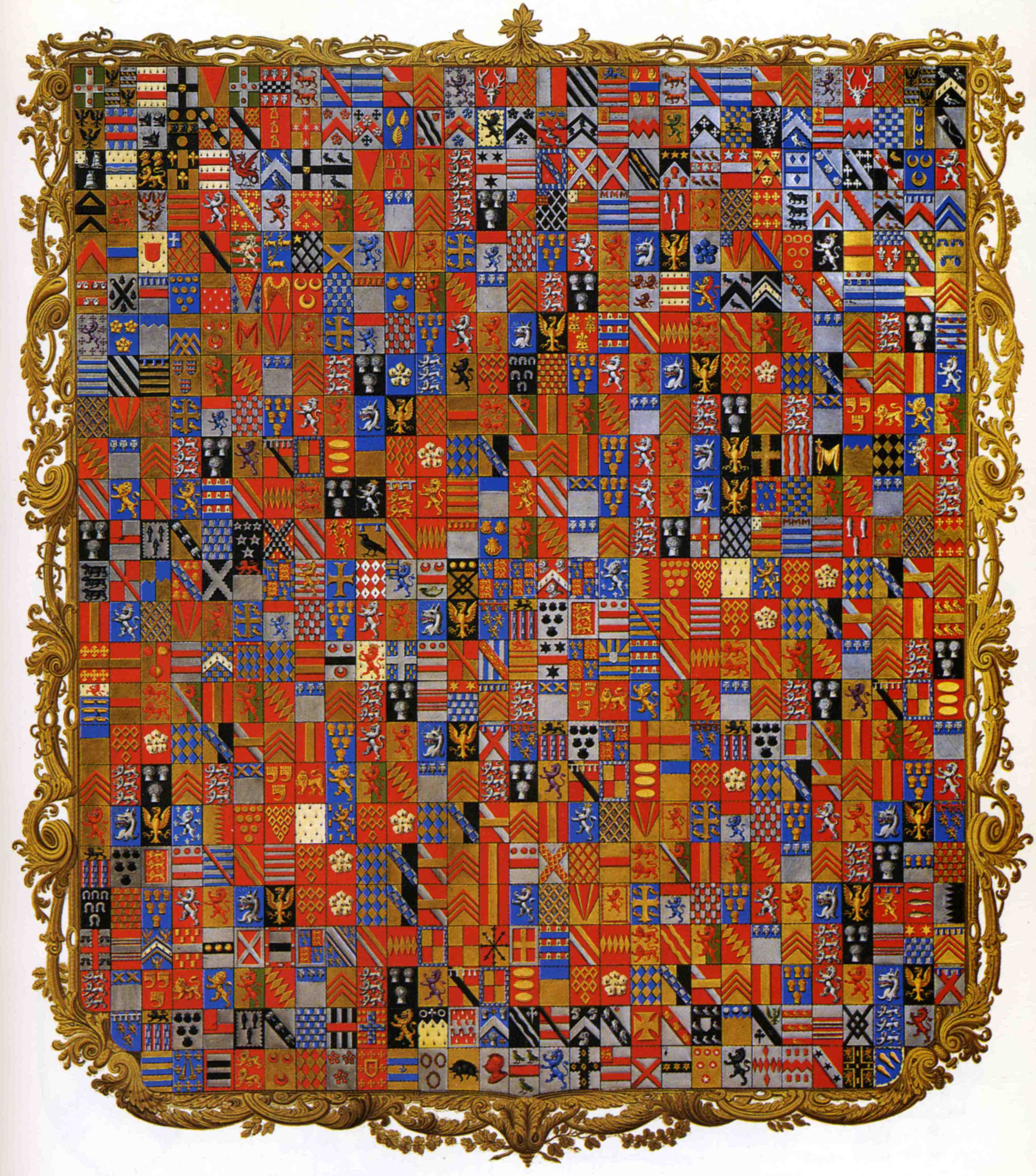
A Greenville Dyptich, mely 719 címert (negyedet, en: quarter) tartalmaz

"Négyelt [sic] címer a címerek öröklésével keletkezik. A feleségül vesz B-t, akinek fivérei vannak, ezért nem címerörökös. A és B házassági címere osztott [hasított], ám ez az elrendezés megszűnik B halálával. A-nak és B-nek két fia van; az első elveszi C-t, aki címerörökös [azaz nincsenek fiú testvérei]. Házassági címerükön C címere boglárpajzson van, mivel A képviseli C családját C apjának halála után. C halála után fiuk elnégyelheti C címerét; az apa címere az első és negyedik, az anyáé pedig a második és a harmadik mezőbe kerül. Ez a fiú aztán elveszi D-t, aki címerörökös, így házassági címerükön D boglárpajzson, AC címerére kerül. Amikor D meghal, fiuk hozzáadhatja címerét a többi mezőhöz, így címere (1) A, (2) C, (3) D, (4) A négyelésű. Ez így megy tovább, amíg csak A család címerörököst vesz feleségül. A család második generációjában volt egy második fiú (jobbra fent). Ő elvett egy X kisasszonyt, egy címerörököst, aki már így is megoszthatta címerét M-mel N-nel és O-val. X halála után fiuk elnégyelheti [elnegyedelheti] A címerét mindazokkal a címerekkel, amelyeket anyja hozott a családba. Ez a folyamat így megy tovább, mígnem az A család egyik ága összeházasodik az A család címerörökösével. Az ő fiuk címerébe veheti A, C, D, E, A, X, M, N, O és P címereit. Bár a "négyelés" kifejezés négy osztásra utal, a heraldikában az eljárás a címerbe vett mezők számától független". (Bedingfeld – Gwynn-Jones: Címertan, 47. lap. Az utolsó címer mezőinek betűjelölése az eredetileg közölthöz képest: ACEA a mellékelt képen javítva: ACDE)